# Les Petits Meurtres d'Agatha Christie
Les Petits Meurtres d'Agatha Christie is een Franse televisieserie die de eerste maal uitgezonden werd op France 2 op 9 januari 2009. De verhalen zijn gebaseerd op de boeken van Agatha Christie.

## Rolverdeling
| Acteur                             | Rol                  | Aantal afleveringen | Jaar       |
| ---------------------------------- | -------------------- | ------------------- | ---------- |
| Antoine Duléry                     | Jean Larosière       | 11                  | 2009-2012  |
| Marius Colucci                     | Émile Lampion        | 11                  | 2009-2012  |
| Blandine Bellavoir                 | Alice Avril          | 20                  | 2013-2020  |
| Samuel Labarthe                    | Swan Laurence        | 20                  | 2013-2020  |
| Élodie Frenck                      | Marlène Leroix       | 20                  | 2013-2020  |
| Dominique Thomas                   | Ernest Tricard       | 17                  | 2013-2020  |
| Christophe Piret / François Godard | Robert Jourdeuil     | 12                  | 2013-2020  |
| Serge Dubois                       | Ménard               | 8                   | 2009-2012  |
| Éric Beauchamp                     | Martin, politieagent | 7                   | 2013       |
| Cyril Gueï                         | Timothée Glissant    | 6                   | 2013       |
| Olivier Carré                      | Verdure              | 5                   | 2010-2012  |
| Natacha Lindinger                  | Euphrasie Maillol    | 3                   | 2013       |
| Flore Bonaventura / Alice Isaaz    | Juliette Larosière   | 2                   | 2010/2012  |
| Hélène Vincent                     | Kristin              | 1                   | 2009       |
| Pascal Elso                        | Léopold Vallabrègues | 1                   | 2009       |
| Corinne Masiero                    | Angélique            | 1                   | 2009       |
| Denis Lavant                       | André Custe          | 1                   | 2009       |
| Frédéric Pierrot                   | Jean Villiers        | 1                   | 2009       |
| Robinson Stévenin                  | Jean                 | 1                   | 2009       |
| Lannick Gautry                     | Mathieu Vidal        | 1                   | 2010       |
| Isabelle Candelier                 | Christine Boisseau   | 1                   | 2010       |
| Mata Gabin                         | Esméralda            | 1                   | 2011       |
| Patrick Descamps                   | Chesnais             | 1                   | 2012       |
| Françoise Fabian                   | Alexina Laurence     | 1                   | 2013       |
| Claude Perron                      | Claude Kerrigan      | 1                   | 2013       |
| Charlie Dupont                     | Roland Delavallée    | 1                   | 2013       |
| Dominique Pinon                    | Hubert Petitpont     | 1                   | 2014       |
| Natacha Lindinger                  | Euphrasie Maillol    | 4                   | 2014       |
| Nicolas Vaude                      | Stanislas            | 1                   | 2014       |
| Philippe Nahon                     | Emile Deboucke       | 1                   | 2015       |
| Serge Riaboukine                   | Léopold Santini      | 1                   | 2015       |
| Cyril Guei                         | Dr Timothée Glissant | 4                   | 2016       |
| Emilie Gavois-Kahn                 | Annie Gréco          | 1                   | 2021-heden |
| Arthur Dupont                      | Max Beretta          | 1                   | 2021-heden |
| Chloé Chaudoye                     | Rose Bellecour       | 1                   | 2021-heden |

## Afleveringen

### Larosière / Lampion
Het eerste seizoen speelt zich af in de jaren 1930 in Nord-Pas-de-Calais. De hoofdpersonages zijn commissaris Jean Larosière en zijn jonge en timide adjudant inspecteur Émile Lampion. Het duo is geïnspireerd op Agatha Chisties personages Hercule Poirot en kapitein Hastings

#### Miniserie
In oktober en november 2006 werd een vierdelige miniserie uitgezonden met in de hoofdrollen commissaris Jean Larosière en inspecteur Émile Lampion. Wegens het succes en de positieve kritieken werd daarom beslist een televisieserie te maken met hetzelfde duo.
1. Petits Meurtres en Famille (4 delen, gebaseerd op Hercule Poirot's Christmas)

#### Seizoen 1
1. Les meurtres ABC (losjes gebaseerd op The A.B.C. Murders)
2. Am stram gram (gebaseerd op Ordeal by Innocence)
3. La plume empoisonnée (losjes gebaseerd op The Moving Finger)
4. La maison du péril (gebaseerd op Peril at End House)
5. Le chat et les souris (gebaseerd op Cat Among the Pigeons)
6. Je ne suis pas coupable (gebaseerd op Sad Cypress)
7. Cinq petits cochons (gebaseerd op Five Little Pigs)
8. Le flux et le reflux (gebaseerd op Taken at the Flood)
9. Un cadavre sur l'oreiller (losjes gebaseerd op The Body in the Library)
10. Un meurtre en sommeil (gebaseerd op Sleeping Murder)
11. Le couteau sur la nuque (gebaseerd op Lord Edgware Dies)

### Laurence / Avril
In het tweede seizoen werd de actie verlegd naar einde jaren 1950 en begin jaren 1960. De hoofdpersonages zijn de nieuwsgierige journaliste Alice Avril en de veertigjarige koele commissaris Swan Laurence en zijn mooie maar naïeve secretaresse Marlène Leroy.

#### Seizoen 2
1. Jeux de glaces (gebaseerd op They Do it with Mirrors)
2. Meurtre au champagne (gebaseerd op Sparkling Cyanide)
3. Témoin Muet (gebaseerd op Dumb Witness)
4. Pourquoi pas Martin? (gebaseerd op Why Didn't They Ask Evans?)
5. Meurtre à la kermesse (gebaseerd op Hallowe'en Party)
6. Cartes sur table (gebaseerd op Cards on the Table)
7. Le crime ne paie pas (geïnspireerd door Murder on the Links)
8. Pension Vanilos (gebaseerd op Hickory Dickory Dock)
9. Un meurtre est-il facile? (gebaseerd op Murder is Easy)
10. Madame Mac Ginty est morte (gebaseerd op Mrs McGinty's Dead)
11. Murder Party (gebaseerd op A Murder is Announced)
12. L'étrange enlèvement du petit Bruno (gebaseerd op The Adventure of Johnnie Waverly)
13. Le cheval pâle (gebaseerd op The Pale Horse)
14. L'affaire Protheroe (gebaseerd op The Murder at the Vicarage)
15. La mystérieuse affaire des Styles (gebaseerd op The Mysterious Affair at Styles)
16. Albert Major parlait trop (gebaseerd op A Caribbean Mystery)
17. L'homme au complet marron (gebaseerd op The Man in the Brown Suit)
18. Le miroir se brisa (gebaseerd op The Mirror Crack'd from Side to Side)
19. Crimes haute couture (gebaseerd op Third Girl)
20. Crime de Noël (kerstspecial)
21. Drame en trois actes (gebaseerd op Three Act Tragedy )
22. Meurtres en solde (gebaseerd op Hercule Poirot's Christmas)
23. Mélodie mortelle (gebaseerd op The Sittaford Mystery)
24. Ding Dingue Dong (gebaseerd op Evil under the Sun)
25. L'Heure Zéro (gebaseerd op Towards Zero)
26. Rendez-vous avec la Mort (gebaseerd op Appointment with Death)
27. Un cadavre au petit déjeuner (niet gebaseerd op een verhaal van Agatha Christie)

### Beretta / Gréco
In het derde seizoen wordt de actie verlegd naar de jaren 70 met de eerste vrouwelijke politiecommissaris Annie Gréco in Frankrijk in 1972. Ze werkt samen met de meest opvliegende persoon van het bureau Max Beretta en zijn psychologe Rose Bellecour maakt het trio compleet. Dit seizoen zijn er nog maar 2 afleveringen gebaseerd op de boeken van Agatha Christie (de erven Christie hebben toestemming gegeven om toch de naam te mogen blijven gebruiken)

#### Seizoen 3
1. La nuit qui ne finit pas (gebaseerd op Endless Night)
2. La chambre noire
3. Le Vallon (gebaseerd op The Hollow)
4. Quand les souris dansent
5. Mourir sur scène
6. Jusqu'à ce que la mort nous sépare
7. Meurtres du troisième type
8. En un claquement de doigt
9. Mortel Karma
10. Meurtres au pensionnat